# 森岡信元
森岡信元（1546年—1600年），是日本戰國時代的武將，津輕氏（大浦氏）的家臣。
對津輕為信能夠成為獨立的大名作出良大的貢獻，但之後漸漸與為信對立。於1600年時被梶仁右衛門暗殺。與小笠原信淨、兼平綱則等人並稱津輕三老。

## 相關作品
- 津輕風雲錄 - 長部日出雄著